# Falácia modal
A falácia modal ou falácia do escopo modal é um tipo de falácia formal que ocorre na lógica modal. É a falácia de colocar uma proposição no escopo modal errado, mais comummente confundindo o escopo do que é necessariamente verdade. Uma declaração é considerada necessariamente verdadeira se e apenas se é impossível para a declaração ser não verdadeira e que não exista uma situação que faria a declaração ser falsa. Alguns filósofos argumentam ainda que uma declaração necessariamente verdadeira tem de ser verdade em todos os mundos possíveis. 
Na lógica modal, uma proposição {\displaystyle P} pode ser necessariamente verdadeira ou falsa (indicado {\displaystyle \Box P} e {\displaystyle \Box \lnot P}, respetivamente),significando que é necessário que seja verdadeira ou falsa; ou que pode ser possivelmente verdadeira ou falsa (indicado {\displaystyle \diamond P} e {\displaystyle \diamond \lnot P}), significando que é verdadeira ou falsa, mas não é logicamente necessário que seja: a sua verdade ou falsidade é contingente. A falácia modal ocorre quando existe uma confusão da distinção entre os dois.
Uma falácia de necessidade é uma falácia informal na lógica de um silogismo onde um grau de necessidade injustificada é colocado na conclusão.

## Descrição
Na lógica modal, existe uma distinção importante entre o que é logicamente necessário para ser verdadeiro e o que é verdadeiro mas não logicamente necessário que assim seja. Uma forma comum é trocar {\displaystyle p\rightarrow q} com {\displaystyle p\rightarrow \Box q}. Na primeira declaração, {\displaystyle q} é verdadeiro dado {\displaystyle p} mas não é logicamente necessário que assim seja.

## Exemplos

### Falácia da necessidade
a) Solteiros são necessariamente não casados.
b) John é solteiro
Portanto, c) John não pode casar.
A condição a) parece ser uma tautologia e portanto verdadeira. A condição b) é uma declaração de facto sobre John que faz dele sujeito a a); isso é, b) declara John como solteiro, e a) afirma que todos os solteiros não estão casados.
Porque c) presume b) vai ser sempre o caso, é uma falácia de necessidade. John, claro, está sempre livre para parar de ser solteiro, simplesmente ao se casar; se ele o fizer, b) já não é verdadeira e assim não sujeito à tautologia a). Nesta caso, c) tem necessidade injustificado ao assumir, incorretamente, que John não pode parar de ser solteiro. Formalmente falando, este tipo de argumento equivoca entre a necessidade de dicto de a) e a necessidade de re de c). O argumento é apenas válido se ambas a) e c) são construídas de re. Isto, no entanto, iria prejudicar o argumento, como a) é apenas uma tautologia de dicto – de facto, interpretado de re, é falso. Usando o simbolismo formal em lógica modal, a expressão de dicto {\displaystyle \Box (Bx\rightarrow \neg Mx)} é uma tautologia, enquanto a expressão de re {\displaystyle Bx\rightarrow \Box \neg Mx} é falsa.

### Falácia formal
Um exemplo:
1. Mickey Mouse é o Presidente dos Estados Unidos.
2. O Presidente tem pelo menos 35 anos.
3. Assim, Mickey Mouse tem necessariamente 35 anos ou mais.

Porque é que isto é falso?
A conclusão é falsa, visto que, embora Mickey Mouse tenha mais de 35 anos, não existe necessidade lógica para ele o ser. Embora seja certamente verdadeiro neste mundo, um mundo possível pode existir no qual Mickey Mouse ainda não tem 35 anos. Se na vez de adicionar uma estipulação de necessidade, o argumento apenas concluir que Mickey Mouse tem 35 anos ou mais, seria válido.
Norman Swartz deu o seguinte exemplo de como a falácia modal pode levar a concluir que o futuro já está decidido, sem ter em conta as decisões de alguém; isto é baseado no exemplo "batalha naval" usado por Aristóteles para discutir o problema de contingentes futuros em Da Interpretação.
Dois almirantes, A e B, estão a preparar os seus navios para uma batalha naval amanhã. A batalha vai ser combatida até um lado ser vitorioso. Mas as 'leis' do meio excluído (sem terceiro valor de verdade) e de não-contradição (não ambos valores de verdade), mandam que uma das proposições, 'A ganha' e 'B ganha', é verdade (sempre foi e sempre será) e a outra é falsa (sempre foi e sempre será). Supõe-se que 'A ganha' é hoje verdadeiro. Então o que A fizer (ou falhar fazer) hoje não vai fazer diferença; similarmente, o que B fizer (ou falhar fazer) hoje não vai fazer diferença: o desfecho já está decidido. Ou mais uma vez, supõe-se que 'A ganha' é hoje falso. Então não importa o que hoje A faça (ou falhe fazer), não vai fazer diferença; similarmente, não importa o que B faça (ou falhe fazer), não vai fazer diferença: o desfecho já está decidido. Assim, se proposições têm os seus valores de verdade atemporalmente (ou sem mudar e eternamente), então planear, ou como Aristóteles intitula de 'tomar conta', é ilusório na sua eficácia. O futuro será o que será, independentemente do nosso planeamento, intenções, etc. 
Supõe-se que a declaração "A ganha" é dado por {\displaystyle A} e "B ganha" é dada por {\displaystyle B}. É verdade aqui que apenas uma das declarações "A ganha" ou "B ganha" possa ser verdadeira. Em outras palavras, apenas uma de {\displaystyle \diamond A} ou {\displaystyle \diamond B} é verdadeira. Em sintaxe lógica, isto é equivalente a:
{\displaystyle A\lor B} (ou {\displaystyle A} ou {\displaystyle B} é verdadeira)
{\displaystyle \lnot \diamond (A\land B)} (não é possível que {\displaystyle A} e {\displaystyle B} sejam ambas verdadeiras ao mesmo tempo)
A falácia aqui ocorre porque se assume que {\displaystyle \diamond A} e {\displaystyle \diamond B} implica {\displaystyle \Box A} e {\displaystyle \Box B}. Assim, acredita-se que, desde que um dos eventos seja logicamente necessariamente verdadeiro, nenhuma ação por ambos pode mudar o desfecho.
Swartz também argumentou que o argumento do livre arbítrio sofre da falácia modal.